# 母さん、俺は大丈夫
『母さん、俺は大丈夫』（かあさん、おれはだいじょうぶ）は、2015年8月22日（土曜）21:13 - 23:13に日本テレビ系『24時間テレビ 愛は地球を救う38』内で放送されたスペシャルドラマである。平均視聴率は20.2%（ビデオリサーチ調べ、関東地区・世帯）。
病に侵されながらも、ピッチに戻れることを信じ壮絶な闘病生活を送った島根県の高校生とその家族と仲間の物語である｡

## あらすじ
サッカーが好きな高校生の諒平（山田涼介）は、3人兄弟で一番下の証平（下田翔大）が3歳の時に難病を発症して以来、母親の萌子（安田成美）は弟にかかりきりだった｡しかし、高2のときサッカー部の副キャプテンになった諒平が突然急性脳腫瘍を発病してしまう。再びサッカーができることだけを信じ頑張る姿に部員たちや家族も次第に変わっていき、やがて諒平も母親と向き合っていくことになる。

## キャスト

### 佐々木家
佐々木 諒平
演 - 山田涼介（Hey!Say!JUMP）（幼少期：間中斗環）
今作の主人公。ある日突然脳腫瘍を発症してしまう。原案者の次男がモデル。
佐々木 哲平
演 - 増田貴久（NEWS）（幼少期：金子海斗）
諒平の兄。原案者の長男がモデル。
佐々木 証平
演 - 下田翔大（幼少期：吉武歓）
諒平の弟。3歳の時に難病にかかって入退院を繰り返している。原案者の三男がモデル。
佐々木 弘
演 - 赤井英和
諒平の父。警察官の仕事をしている。原案者の夫がモデル。
佐々木 萌子
演 - 安田成美
諒平の母。原案者である清水久美子がモデル。

### 島根商業高校サッカー部
永田監督
演 - 井ノ原快彦（V6）
有竹 純太
演 - 間宮祥太朗
黒木 徹
演 - 坂口健太郎
大ノ内 弘史
演 - 松川尚瑠輝

### その他
狭山教授
演 - 浅野和之
新谷看護師
演 - 板谷由夏
節川 奈緒子
演 - 清水富美加
井沢冬子
演 - 三倉佳奈
ケーキ屋さん
演 - 山野海

## スタッフ
- 原案 - 清水久美子『サッカーボーイズ 明日への絆 君のためならがんばれる』（カンゼン刊）
- 脚本 - 水橋文美江
- 演出 - 佐久間紀佳
- 音楽 - 得田真裕
- 音楽プロデュース - 志田博英
- 美術デザイン - 高野雅裕
- サッカー指導 - 長谷川太郎
- 医事監修 - 阿部聡
- 看護指導 - 依田茂樹
- チーフプロデューサー - 神蔵克
- プロデューサー - 櫨山裕子、難波利昭（AX-ON）、秋元孝之（オフィスクレッシェンド）
- 製作著作 - 日本テレビ